# 承久の乱合戦供養塔

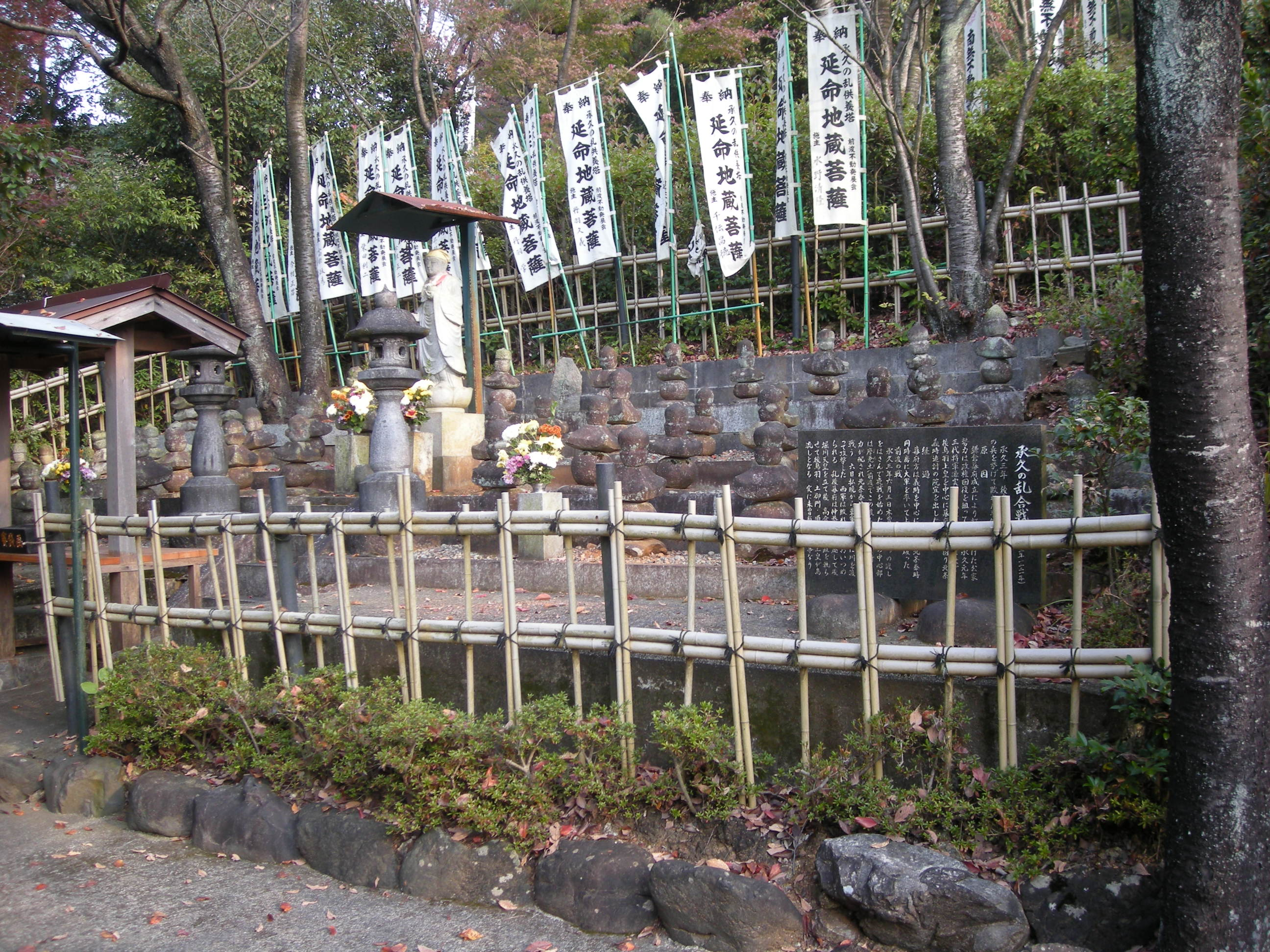
承久の乱合戦供養塔

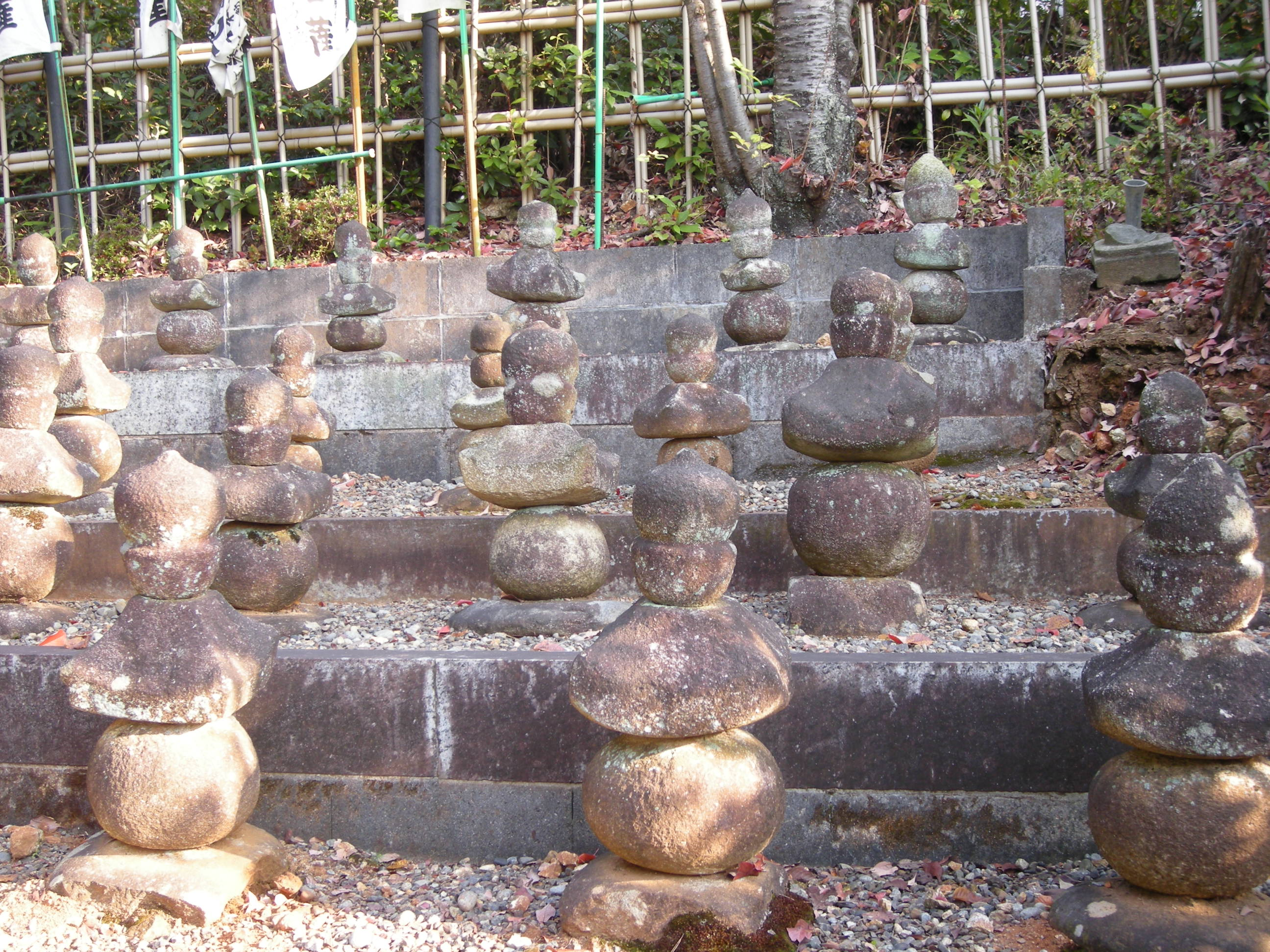
五輪塔群

承久の乱合戦供養塔（じょうきゅうのらんかっせんくようとう）とは岐阜県各務原市矢熊山（仏眼院）中腹にある承久の乱両軍戦没者の五輪塔群のことである。

## 概要
市指定史跡（1972年（昭和47年）11月）。
元々は承久3年（1221年）の承久の乱、「摩免戸の戦い」での鎌倉、京都両軍の戦没者供養のため、この地の人々の手により西宮寺（前渡西町地内）に安置されていたもので、
その後、木曽川の氾濫により寺は流され供養塔も埋もれたままになっていたが昭和初年に発掘され　かかわりの深い矢熊山に移転安置された。
以来毎年6月5日に供養祭が行なわれている。

## 所在地
- 岐阜県各務原市前渡東町大字矢熊山1975

## 交通アクセス
- 名鉄各務原線 二十軒駅より約4km。
- 各務原市ふれあいバス：「前渡不動前」バス停下車。
  - 名鉄各務原線 各務原市役所前駅、新鵜沼駅より路線バスがある。